# Lopadium lecanorellum
Lopadium lecanorellum är en lavart som beskrevs av A. Massal. 1860. Lopadium lecanorellum ingår i släktet Lopadium och familjen Ectolechiaceae.   Inga underarter finns listade i Catalogue of Life.